# Port lotniczy Święta Helena
Port lotniczy Święta Helena (ICAO: FHSH) – port lotniczy budowany od 2012, zlokalizowany na Wyspie Świętej Heleny, na równinie Prosperous Bay Plain.

## Kierunki lotów i linie lotnicze
| Linia lotnicza | Kierunek                                                                                      |
| -------------- | --------------------------------------------------------------------------------------------- |
| Airlink        | 1. Johannesburg Sezonowo: 1. Kapsztad (tymczasowo zawieszone) Czartery: 1. / Ascension Island |